# Ropotamo
Der Ropotamo ist ein Fluss in Bulgarien.
Im Südosten von Burgas, zwischen Sosopol und Primorsko, auf einer Fläche von etwa 100 km² liegt die Mündung des Flusses Ropotamo, ein noch junges Naturschutzgebiet. Früher war es das Jagdgebiet der kommunistischen Eliten und lange unzugänglich. 
Das Gebiet umfasst Sümpfe, Inseln, Kliffs, Sandstrände, Buchten, Wälder und Weiden, bekannt ist vor allem sein Pflanzen- und Tierreichtum. Hier wachsen mehr als 500 verschiedene Pflanzenarten und hier leben viele Schildkröten, Pelikane, Eisvögel, Störche, Kormorane, Rehe, Reptilien und einige Wildschweine und Schakale.
Seit 2004 ist der Fluss Namensgeber für den Ropotamo-Gletscher auf der Livingston-Insel in der Antarktis.

## Naturschutzkomplex Ropotamo
Der Naturschutzkomplex Ropotamo befindet sich ca. 10 km südlich von Sosopol. Es umfasst den Biosphärenreservat Ropotamo, welche an der Mündung des gleichnamigen Flusses ausgerufen wurde; die Insel Sweti Toma; die Naturschutzgebiete Alepu, Stomoplo und Arkutino, sowie das südliche Ende vom Golf von Burgas mit dem Kap Maslen nos.